# Drechselia danae
Drechselia danae är en bläckfiskart som beskrevs av Louis Joubin 1931. Drechselia danae ingår i släktet Drechselia och familjen Cranchiidae. Inga underarter finns listade i Catalogue of Life.